# بيورن ناغل
بيورن ناغل (بالألمانية: Björn Nagel)‏ (بالأوكرانية: Бйорн Нагель)‏ هو فارس ‏ أوكراني وألماني، ولد في 25 يناير 1978 في برونسبوتل في ألمانيا.

## وصلات خارجية
- بيورن ناغل على موقع أوليمبيديا (الإنجليزية)